# Robert McNamara

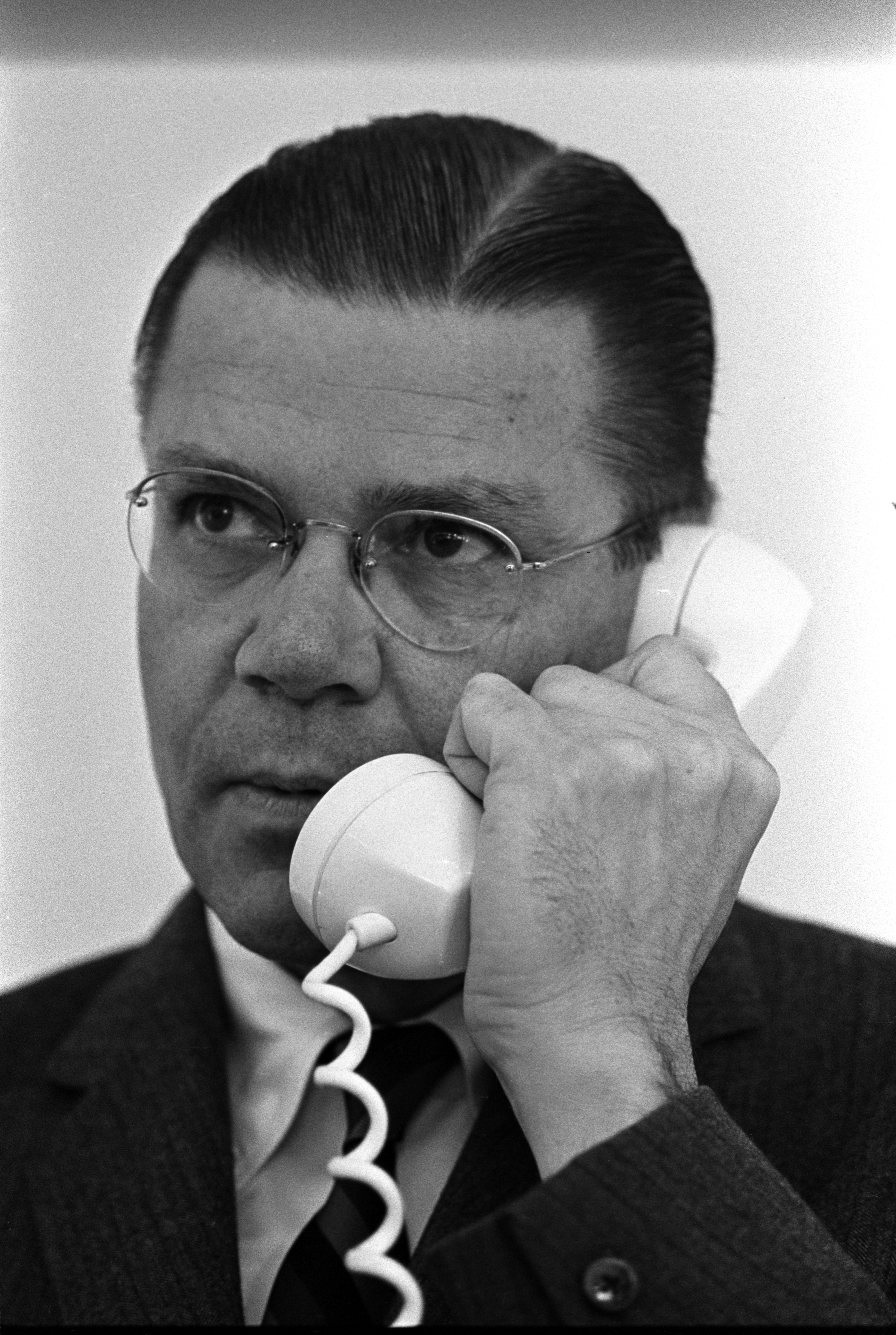
Robert McNamara

Robert Strange McNamara (9. června 1916, Oakland – 6. července 2009, Washington, D.C.) byl americký voják, republikánský politik a byznysmen.
Po službě v armádě v letech 1937 až 1946 působil McNamara od roku 1946 jako manažer ve vedení automobilky Ford Motor Company. Postupně jako ředitel finančního plánování a analýzy a od listopadu 1960 jako prezident společnosti. V roce 1961 se stal 8. americkým ministrem obrany (Secretary of Defense) v administrativě prezidenta Kennedyho. V roce 1962 mu byl předložen plán zvaný Operace Northwoods, což byla psychologická operace pod falešnou vlajkou s cílem přesvědčit Američany k invazi na Kubu, ale McNamara tento plán zamítl. Jako ministr pracoval i v administrativě Lyndona Johnsona během Vietnamské války až do roku 1968. V roce 1967 založil skupinu Vietnam War Task Force, která vypracovala (tehdy) tajný a důvěrný spis, známý pod jménem Pentagon Papers, analyzující americko-vietnamské vztahy od roku 1945 z úhlu pohledu probíhajícího válečného konfliktu, který mimo jiné skrýval skandály prezidentských administrativ z celého tohoto období. V letech 1968 až 1981 byl prezidentem Světové banky.
Robert McNamara je pohřben na Arlingtonském národním hřbitově.